# Synagoga v Pardubicích
Pardubická synagoga byla výstavnou synagogou postavenou v novorománském stylu. Nacházela se na místě dnešní křižovatky u nákupní galerie Palác Pardubice, tedy na rohu dnešních ulic 17. listopadu a Palackého.

## Historie

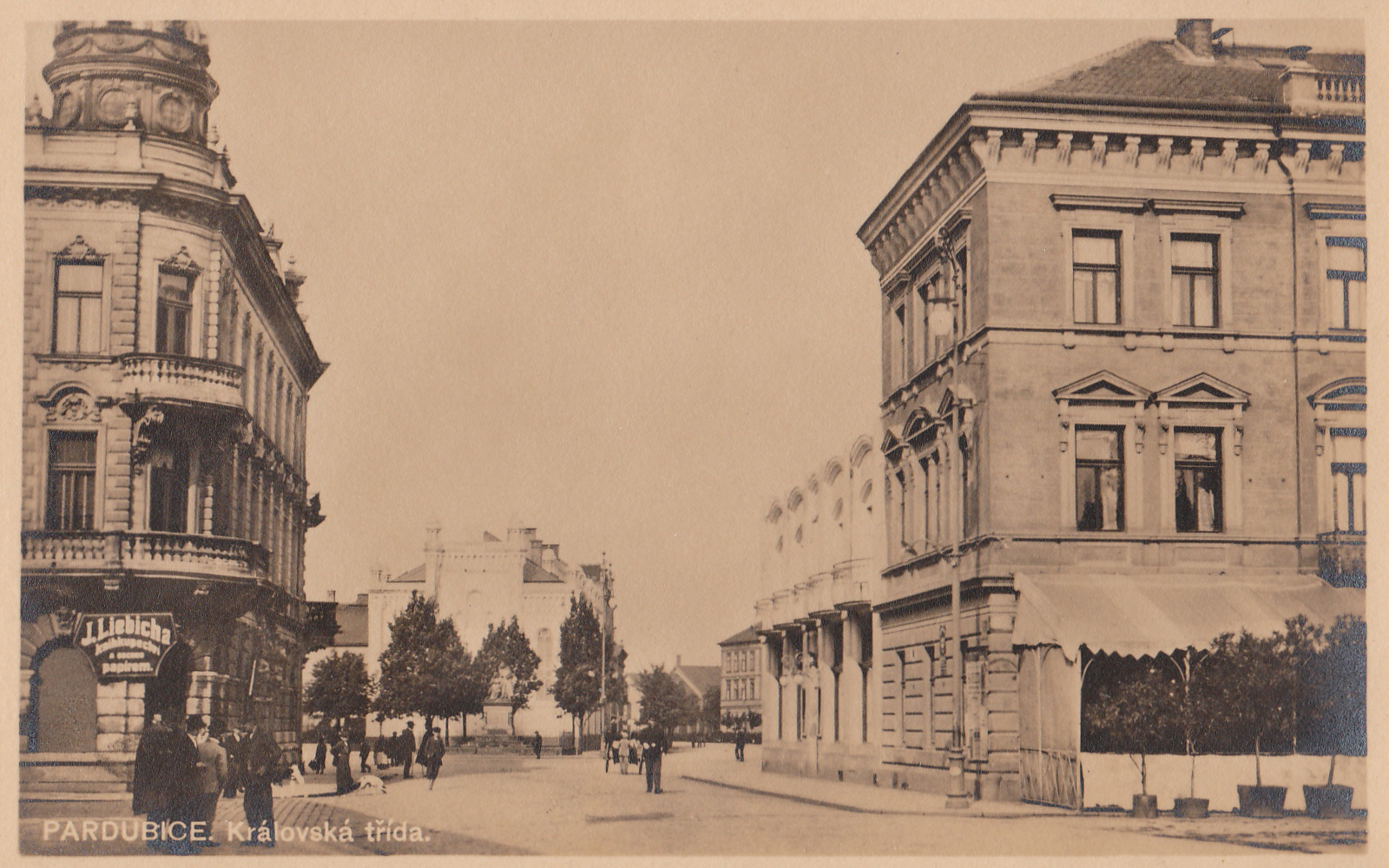
Pohled na synagogu (v pozadí) ze třídy Míru od hotelu Veselka a Vlachova domu.

Původní architektonický návrh stavitele Františka Schmoranze ze Slatiňan pochází již z roku 1866, samotná synagoga však byla postavena až v letech 1878 až 1880 synem stavitele, Františkem Schmoranzem mladším, a Janem Machytkou za celkové náklady 28 tisíc zlatých. Prvním rabínem se zde stal Adolf Nähnadl. V roce 1904 došlo k přestavbě synagogy, při níž byla budova opravena a rozšířena („byl rozšířen vstupní prostor, obnoven strop, budova byla znovu vymalována a zasazena pamětní deska starostovi náboženské obce Marku Oesterreicherovi, která je dnes uložena v obřadní síni židovského hřbitova“). Součástí synagogy byla oddělená galerie pro ženy, nacházející se nad vstupní částí synagogy a v pozdější době též varhany.

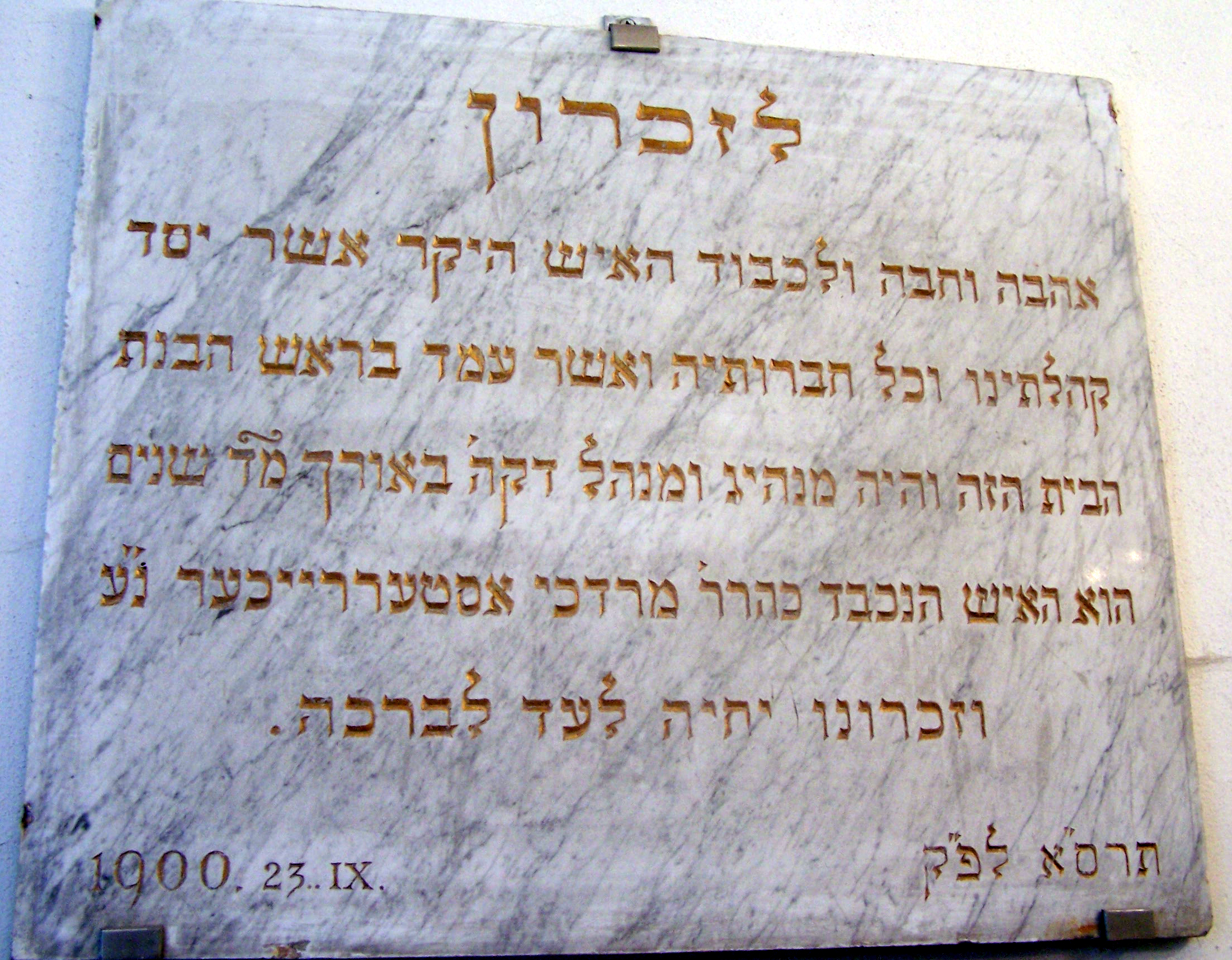
Tato mramorová deska je dochovanou památkou na bývalou pardubickou synagogu. Nacházela se u vchodu do synagogy, kam byla zasazena 23. září 1900. Nyní je na židovském hřbitově v Pardubicích

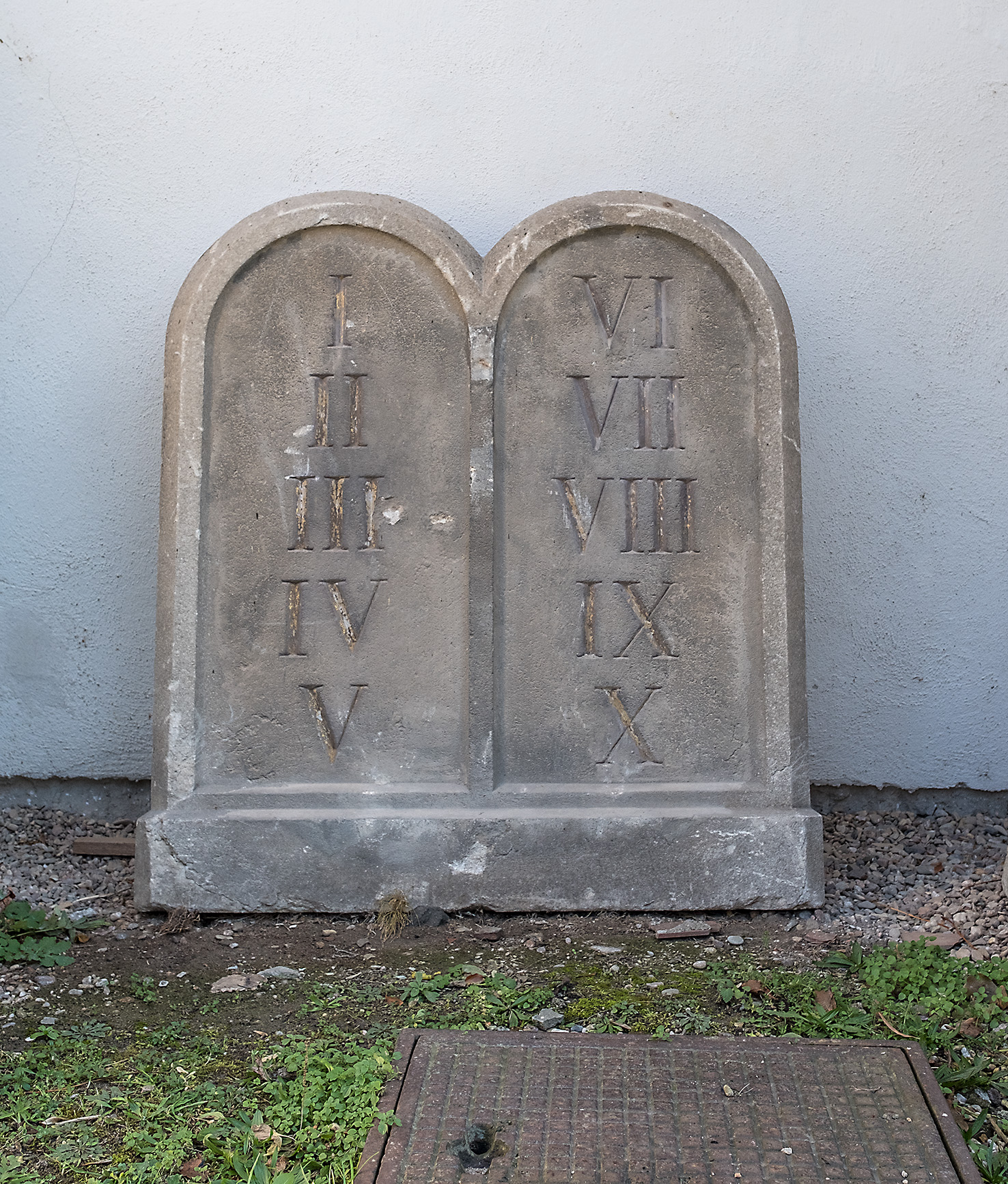
Desky Desatera z průčelí pardubické synagogy, nyní umístěné v zámeckém areálu.

Po druhé světové válce již synagoga nebyla využívána k náboženským účelům, přesto však byla navrácena místní židovské obci. Její prostory byly využívány jako městská galerie. V rámci přestavby centra města pak byla synagoga v letech 1958 až 1959 zdemolována. Od roku 1883 až do uvedené demolice stál před budovou synagogy pomník v podobě sousoší vynálezců ruchadla, bratranců Veverkových.
V části někdejšího prostoru synagogy dnes stojí Dům služeb čp. 237. Dne 6. prosince 1992 byla na této budově odhalena pamětní deska, připomínající synagogu a 50. výročí deportace pardubických Židů do koncentračního tábora Terezín. V roce 2018 byla deska při rekonstrukci majiteli budovy odstraněna a Pardubice tak přišly o jediné pietní místo, které připomínalo osudy pardubických židů za druhé světové války. Pamětní dneska je uložená na pardubickém židovském hřbitově.
V budoucnu by mělo na místě bývalé synagogy být pietní místo, na kterém se bude podílet Židovská obec v Praze, společnost Dům služeb i město Pardubice. Jednání pokračovala i na začátku roku 2021. Přesný termín zřízení památníku ale zatím není známý. Parcela, na které synagoga stála se v 90. letech vrátil zpět židovské obci a parcela zanesená v katastru nemovitostí dodnes přesně kopíruje půdorys původní synagogy. Dnes na něm ale částečně stojí Dům služeb i křižovatka ulic Palackého a 17. listopadu.